# Ден, Макс
Макс Вильге́льм Ден (нем. Max Wilhelm Dehn; 13 ноября 1878, Гамбург, Германская империя — 27 июня 1952, Блэк-Маунтин, Банком, Северная Каролина, США) — германо-американский математик, ученик Давида Гильберта. Известен своими трудами в области геометрии, топологии и геометрической теории групп. Первым разрешил одну из широко известных 23 проблем Гильберта.

## Биография
Макс Ден родился 13 ноября 1878 года в Гамбурге, Германская империя, в еврейской семье. Окончил Гёттингенский университет, где был учеником Давида Гильберта. В 1900 году Ден защитил диссертацию по теореме Сакшери — Лежандра. В 1901—1911 годах Ден преподавал в Мюнстерском университете. В 1911—1913 годах — профессор университета Киля. Затем преподавал в университетах Бреслау (1913—1921) и Франкфурта-на-Майне (1921—1935). После прихода к власти нацистов был уволен из университета.
В 1935 году эмигрировал из Германии, после чего жил в Дании и Норвегии (1939—1940), посещал СССР и Японию. В 1940 году Ден переехал в США, где преподавал в университете штата Айдахо, Иллинойсском технологическом институте и других учебных заведениях. С 1945 года до конца жизни — профессор в Блэк-Маунтин-колледж (штат Северная Каролина).
Макс Ден умер 27 июня 1952 года в Блэк-Маунтин, Северная Каролина.

## Научный вклад
Внёс существенный вклад в геометрию, топологию и геометрическую теорию групп. В 1901 году Ден решил третью проблему Гильберта (о равносоставленности многогранников): им была построена (принимающая значения в некоторой абстрактной группе) величина — инвариант Дена — значения которой на равносоставленных многогранниках равны, и предъявлен пример тетраэдров равного объёма, для которых значения инварианта Дена различаются. Это было первое решение одной из 23 проблем, сформулированных Гильбертом в 1900 году.
В алгебраической топологии известна лемма Дена (1910).
Написал ряд статей по истории и философским вопросам математики.

## Личная жизнь
С 1912 года был женат на Антонии Ландау.